# Droga krajowa B108 (Niemcy)
Droga krajowa 108 (niem. Bundesstraße 108, B 108) – niemiecka droga krajowa przebiegająca  z południa na północ z od skrzyżowania z drogą B192 w Waren (Müritz) do Laage w Brandenburgii.